# Caminito (tango)
Caminito – tango, którego słowa napisał Gabino Coria Peñaloza w roku 1903, a muzykę skomponował dwa lata później Juan de Dios Filiberto. Pierwsze wykonanie tanga odbyło się w 1926 roku na koncercie w Buenos Aires, z tego roku pochodzi też pierwsze nagranie Gardela.

## Geneza
Do tanga Caminito nawiązuje nazwa uliczki Caminito w Buenos Aires. Gabino Coria Peñaloza, mieszkaniec San Louis w Argentynie, przebywał w chwili napisania utworu w mieście Chilecito w prowincji La Rioja. Inspiracją autora tekstu była pewna dróżka w mieście Olta, w prowincji La Rioja. Nie jest to jedyna uliczka w Argentynie ochrzczona tą nazwą. W roku 1971, w hołdzie dla autora słów, nazwą Caminito nazwano także inną uliczkę w mieście Chilecito.
Filiberto, mieszkaniec Buenos Aires imał się z początku różnych zajęć, jednym z nich była praca mechanika w stoczni w kompanii Mihanovich, mieszczącej się w miejscu Vuelta de la Rocha z którym styka się uliczka Caminito. Po drodze do pracy spotykał często stojącą w oknie dziewczynę, która machała do robotników. Chcąc opisać to wspomnienie, a jednocześnie szukając słów do swojej muzyki, natrafił na słowa Caminito.

## Tekst
Tekst posiada typową strukturę złożoną z dwóch części, po dwie strofy każda, oraz refrenu. Typowe dla gatunku są również sentymentalne słowa.
Dróżka (hiszp. caminito) jest w tekście powierniczką samotności i smutku autora (podmiotu piosenki). Przywołuje też wspomnienie wielkiej, lecz utraconej miłości do kobiety, z którą zwykł on po tej dróżce spacerować.

Caminito que el tiempo ha borrado,

que juntos un día nos vistes pasar,

he venido por última vez,

he venido ha contarte mi mal (...)

 

Caminito zatarte przez czas,

tam gdzie razem widywał nas dzień,

idę Tobą ostatni już raz,

wyśpiewując mój smutek i żal(...)

Tango Caminito
Coria Peñaloza e Juan de Dios Filiberto

Zwierzając się, spaceruje nią ostatni raz - nie wiemy, czy wybierze samobójstwo, czy opuści to miejsce na zawsze i będzie dalej żyć w bólu (Desde que se fue; triste vivo yo; caminito amigo; yo también me voy - Odkąd odeszła, żyję smutkiem, dróżko - przyjaciółko, (więc) ja także odchodzę).

## Muzyka
Muzyka (1923-26) Juana de Dios Filiberto skomponowana jest w stylu canción porteña (dosł. „piosenka z Buenos Aires”, którego to terminu używał autor dla odróżnienia muzyki od klasycznego tanga). Widać w niej typowe dla autora wpływy folklorystyczne, które on sam opisuje jako „oddające charakter i witalność mieszkańców pampy”.